# Музикална експозиция
Вижте пояснителната страница за други значения на Експозиция.
Експозѝция в музиката или музикално изложение (на латински: exposition; на италиански: esposizione) е част от музикалната форма, в която се съдържа първоначалното изложение на тематичния материал.  За експозицията са характерни спокойно и опростено развитие, структурна оформеност, тонална устойчивост и пестеливост на изразните средства. Сонатната експозиция е първият дял на сонатна форма, в който се излага основният тематичен материал, състоящ се от: първата тема, преход към втора тема, контрастна втора тема и заключение. В основата на музикалната експозиция може да има една или няколко теми. Притежавайки голяма художествена цялост и завършеност, музикалната тема е основен строителен материал на произведението, който в общи линии определя развитието му.
Като начален етап на развитието, който съдържа основните действащи сили, експозицията има качества, които обезпечават психологическото предимство пред останалите части на формата. Тематичното съдържание на експозицията се отличава с лаконичност и концентрираност.

## Видове музикални експозиции
- Еспозиция, в която се съдържа само една тема и хармоничното ѝ развитие не излиза от рамките на една тоналност.
- Eкспозиция, която завършва с модулация до доминантовата тоналност.[3]